# Gasper Thaçi
Gasper Thaçi (ur. 23 stycznia 1889 w Szkodrze, zm. 26 maja 1946 w Szkodrze) – albański biskup katolicki i więzień sumienia, brat pisarza Kolë Thaçiego.

## Życiorys
Pochodził z rodziny kupieckiej. Po ukończeniu seminarium w Szkodrze, wyjechał na studia teologiczne do Innsbrucku. W dniu 23 stycznia 1911 został wyświęcony na księdza. Po uzyskaniu święceń pracował w parafiach Nenshat, Dajç i Qelez w diecezji Sapa. W roku 1930 powrócił do Szkodry, gdzie objął funkcję proboszcza miejscowej parafii, pomagając w pracy abp Lazerowi Mjedji, z uwagi na jego zły stan zdrowia.
Wyświęcony na biskupa 27 stycznia 1936 przez papieża Piusa XI, dwa miesiące później otrzymał godność ordynariusza archidiecezji szkoderskiej, a zarazem prymasa Albanii. Funkcję tę sprawował także w czasie włoskiej okupacji Albanii, prowadząc rozmowy z władzami włoskimi, co posłużyło później władzom komunistycznym jako pretekst do oskarżenia Thaçiego o kolaborację z okupantem. Thaçi był inicjatorem budowy nowych świątyń w diecezji szkoderskiej, a także kaplicy na katolickim cmentarzu Rrmajt w Szkodrze.
Po przejęciu władzy przez komunistów prowadził rozmowy z Sejfullą Maleshovą, który proponował mu utworzenie Partii Chrześcijańsko-Demokratycznej, w pełni lojalnej wobec komunistów. Rozmowy, które prowadził jako zwierzchnik Kościoła z Enverem Hodżą, dotyczącego nowego statusu wspólnoty zakończyły się niepowodzeniem. Thaçi sprzeciwił się zerwaniu przez Kościół albański związków ze Stolicą Apostolską i stworzeniu kościoła narodowego, za co został aresztowany. Powodem aresztowania mogła być też odmowa przyjęcia na audiencji Mehmeta Shehu, tuż po egzekucji grupy albańskich jezuitów. Pobyt w szkoderskim więzieniu spowodował gwałtowne pogorszenie stanu zdrowia, związane z cukrzycą, na którą cierpiał od dłuższego czasu. Po wyjściu z więzienia, ostatnie miesiące życia spędził w areszcie domowym. W pogrzebie, który odbył się 29 maja 1946 wzięło udział 1200 osób. Ciało Thaçiego spoczęło w katedrze szkoderskiej. W roku 1967, w okresie ateizacji jego szczątki zostały przeniesione z katedry do Pałacu Sportu, a następnie pochowane w nieznanym miejscu.

## Dzieła
- 1921: Kalendari i veprës pijore (poezja religijna)

## Zob. także
- Arcybiskupi Szkodry-Pultu